# 込江海翔
込江 海翔（こみえ かいと、2003年6月9日 - ）は、日本の子役、俳優。
埼玉県出身。ヒラタオフィス所属。

## 特技･資格
バスケットボール、歴史能力検定5級。

## 出演

### 映画
- 龍三と七人の子分たち（康介）
- バンクーバーの朝日
- そのときあなたは夢をみた（山田淳平）
- ピンクとグレー （鈴木真吾 － 子役）
- ボクの妻と結婚してください。（2016年11月5日、東宝） - 三村陽一郎 役
- 彼らが本気で編むときは、（2017年2月25日、スールキートス） - カイ 役

### テレビドラマ
- 信長協奏曲-ノブナガコンツェルト-（勝蔵）
- ビンタ!
- 家族狩り - 大野香一郎（幼少）
- 斉藤さん2（神谷海翔）
- シャレードがいっぱい
- 守護神・ボディガード 進藤輝（進藤の息子）
- カゲロウの羽（崎岡晴）
- 大人のためのサイエンスファンタジー「トナリのウチュウ」（大樹 役）（2015年10月17日、NHK BSプレミアム）
- ドクターカー 第10話（2016年6月16日、読売テレビ） - 朝城勇介（幼少） 役
- 水族館ガール 第5回（2016年7月29日、NHK総合） - 吉崎翔 役
- 忠臣蔵の恋〜四十八人目の忠臣〜 第1回（2016年9月24日、NHK総合） - 門六 役
- ブランケット・キャッツ 第4話（2017年7月14日、NHK総合） - 葉山コウジ 役
- 大富豪同心 第3話（2019年5月24日、NHK） - 七之助 役
- 腐女子、うっかりゲイに告る。 第8話（2019年6月8日、NHK）- ファーレンハイト 役
- 仮面ライダーセイバー 第19章・第20章（2021年1月24日・31日、テレビ朝日） - 来島慎吾 役[2]

### CM
- 東和薬品『くすりを育てる篇』
- デアゴスティーニ・ジャパン『そーなんだ!科学篇』
- Hulu『value篇』
- 日本マクドナルド ハッピーセット『プラレール8連結篇』
- 大阪ガス『さすガっス!ガス温水床暖房篇』
- Panasonic 補聴器『将棋篇』
- 三菱電機 液晶テレビREAL『お母さんと子供篇』
- アスティーク『スマイルタウン調布』

### WEB
- Panasonic『スマートHEMSのある暮らし』

### スチール
- ユニクロ『エアリズム』
- しまむら『入学』
- BANDAI『アパレルモデル』

### PV
- 小野賢章 『ZERO』

### 雑誌
- 小学館『小学一年生』入学準備号